# Dordrechter Bekenntnis
Das Dordrechter Bekenntnis (eigentlich Glaubensbekenntnis des wehr- und rachelosen Christentums) ist ein 1632 in Dordrecht von niederländischen Mennoniten verfasstes christliches Glaubensbekenntnis. Es hat, ähnlich wie das Schleitheimer Bekenntnis, bei den von den Mennoniten abgespaltenen Amischen und traditionalistischen Mennonitengruppen, wie den Mennoniten alter Ordnung oder den Altkolonier-Mennoniten, heute noch große Bedeutung. Das Bekenntnis umfasst 18 Artikel.
Da Mennoniten bindende Bekenntnisschriften nicht kennen, muss das Dordrechter Bekenntnis vor allem als eine entscheidende Übereinkunft angesehen werden. Es sollte die wesentlichen Punkte der täuferisch-mennonitischen Lehre zusammenfassen.

## Geschichte
Die niederländisch-norddeutschen Täufer waren am Ende des 16. Jahrhunderts in mehrere Richtungen wie die Waterländer, Flamen und Friesen gespalten. So bestanden manchmal an einem Ort mehrere mennonitische Gemeinden. In dem Bemühen, die Gemeinden wieder zusammenzuführen, entstanden bereits um 1600 mehrere mennonitische Bekenntnisse wie das Konzept von Köln von 1591 oder das 1627 formulierte Olijftacxken (Standardniederländisch: Olijftakken, deutsch Olivenzweige). Die 21 Artikel umfassende Korte Confessie des Jan Cents von 1630 spielte beispielsweise eine entscheidende Rolle bei der Vereinigung flämischer, junger friesischer und hochdeutscher Gemeinden in Amsterdam 1639.
Das Dordrechter Bekenntnis selbst wurde am 21. April 1632 in der niederländischen Stadt Dordrecht angenommen. Es war in erster Linie eine Übereinkunft flämischer Gemeinden, wurde später aber auch von Vertretern anderer Gemeinden angenommen. Auch die mennonitischen Gemeinden in Süddeutschland und im Elsass schlossen sich später dem Dordrechter Bekenntnis an. Von den Schweizer Mennoniten wurde das Bekenntnis nicht übernommen, da sie (anders als die Amischen) eine strikte Meidung (wie in Artikel 17 formuliert) ablehnten. Das Dordrechter Bekenntnis ist bei Amischen alter Ordnung bis heute von großer Wichtigkeit und fast ebenso wichtig bei Amischen neuer Ordnung. Die Beachy-Amischen sind vor allem was Meidung betrifft meist weniger streng.
Im Jahr 1664 erschien die deutsche Übersetzung des Dordrechter Bekenntnisses. Herausgegeben wurde sie von Tielemann van Sittert. Die deutsche Ausgabe wurde eingerahmt von einer Vorrede an den christlichen Leser und einem konfessionsgeschichtlichen Anhang.
Die 18 Artikel handelten von folgenden Themen, in Klammer der jeweilige Originaltitel:
- 1 Von Gott und der Schöpfung aller Dinge (Van Godt ende de Scheppinge aller dinghen)
- 2 Vom Fall des Menschen (Sündenfall) (Van de Val des Menschen.)
- 3 Von der Wiederaufrichtung des Menschen (Sündenvergebung) (Van de wederoprechtinge des menschen)
- 4 Von der Wiederkunft Christi in diese Welt  (Van de komste Christi in dese werelt)
- 5 Vom Gesetz Christi (Van de Wet Christi)
- 6 Von der Buße und Besserung des Lebens (Van de Boete, ende beteringhe des levens)
- 7 Von der heiligen Taufe (Van het H. Doopsel)
- 8 Von der Gemeinde Christi (Van de Ghemeynte Christi)
- 9 Von der Wahl der Diener in der Gemeinde (Van de verkiesinge en diensten der Leeraren, Diakonen, en Dienaressen, in de Gemeynte)
- 10 Vom heiligen Abendmahl (Van het H. Avondtmael)
- 11 Von der Fußwaschung (Van de Voetwaschinge der Heyligen)
- 12 Vom Ehestand (Van den Echten ofte Houwelijcken staet)
- 13 Vom Amt der weltlichen Obrigkeit (Van het Ampt der wereltlijcke Overheydt)
- 14 Von der Wiedervergeltung (Gewaltfreiheit) (Van de Wederwraecke)
- 15 Vom Eidschwören (Van bet Eedtsweeren)
- 16 Vom kirchlichen Bann (Van den Kerckelijcken Ban)
- 17 Von der Meidung der Abgesonderten (Van de Mydinge der Afghesonderden)
- 18 Von der Auferstehung der Toten und dem letzten Gericht (Van de Verrijsenise der Doeden ende het laetste Oordeel)